# Thelonne
Thelonne è un comune francese di 368 abitanti situato nel dipartimento delle Ardenne nella regione del Grand Est.

## Storia

### Simboli
Lo stemma è stato adottato il 6 marzo 1997.

## Società

### Evoluzione demografica
Abitanti censiti